# هشام شریف الوزانی
هشام شریف الوزانی (انگلیسی: Hichem Chérif El-Ouazzani؛ زادهٔ ۱ ژانویهٔ ۱۹۹۶) بازیکن فوتبال اهل الجزایر است.
از باشگاه‌هایی که در آن بازی کرده‌است می‌توان به باشگاه فوتبال مولودیه الجزایر اشاره کرد.
وی همچنین در تیم ملی فوتبال الجزایر بازی کرده‌است.